# Јован V Јерусалимски
Патријарх Јован V (грч. Ιωάννης Ε΄ Ιεροσολύμων) је био православни патријарх Јерусалима и све Палестине (706–735).
Јован V Јерусалимски је био патријарх Јерусалима током иконоборачких борби под византијским царем Лавом III Исавријем, као и у време прогона у Палестини и Сирији под муслиманским владарима.
Јован, који је био монах, наследио је патријарха Анастасија II на месту јерусалимског патријарха 706. годинер. Био је пријатељ Јована Дамаскина и замонашио га је убрзо након што је Јован Дамаскин ступио у манастир. Патријарх Јован је такође подржао Јована у његовим напорима против цара Лава и иконобораца, укључујући писање низа трактата против иконоборства.
Током свог патријархата, Јован је морао да се бори са омејадским калифом Омаром II. Доласком на власт 717. године.
Јован V се упокојио 735. и наследио га је Јован VI, иако неки научници верују да су Јован V и Јован VI били иста особа.